# Cúc vu

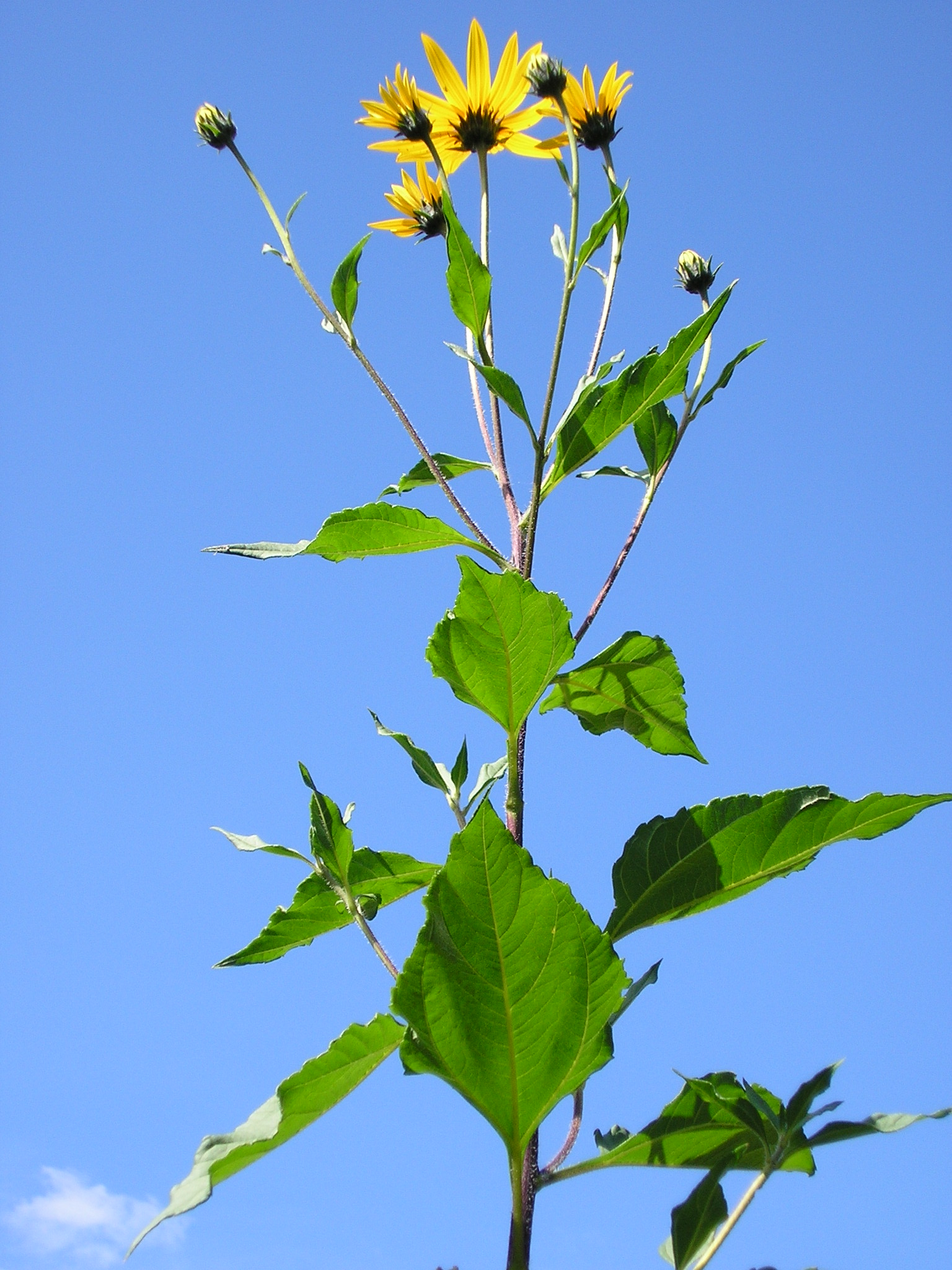
Cúc vu nở hoa

Cây cúc vu (danh pháp hai phần: Helianthus tuberosus L.), là một loài thực vật có hoa, có nguồn gốc Bắc Mỹ và được trồng trong khu vực ôn đới để lấy phần thân củ mà người Việt quen gọi là củ dùng làm rau ăn củ.
Tên gọi trong tiếng Anh của nó là Jerusalem artichoke (atisô Jerusalem) nhưng nó không liên quan gì tới Jerusalem và cũng có rất ít quan hệ họ hàng với atisô (Cynara scolymus). Tên gọi Jerusalem có lẽ là do từ nguyên dân gian; do khi lần đầu tiên người châu Âu biết đến cúc vu thì họ gọi nó là Girasole, một từ trong tiếng Italia để chỉ hướng dương. Theo thời gian tên gọi Girasole đã chuyển thành Jerusalem. Phần tên gọi atisô của cúc vu có lẽ là do hương vị của phần thân củ ăn được của nó, hương vị của nó là sự kết hợp của củ cải và atisô. Trong tiếng Pháp, Đức, Ý, Romania, Nga và Tây Ban Nha, cây này được gọi là topinambur. Cúc vu trên thực tế là loài thuộc chi Hướng dương, và có quan hệ họ hàng gần với cây hướng dương Helianthus annuus.
Các thân củ lắm mấu và không đồng đều, trông tương tự như củ gừng, với kết cấu chắc, giòn khi còn tươi. Không giống như phần lớn các loại thân củ, nhưng là thông thường đối với các thành viên trong họ Cúc (bao gồm cả atisô), các thân củ lưu giữ hyđratcacbon inulin (không nhầm với insulin) thay vì tinh bột. Vì lý do này, các thân củ của cúc vu là nguồn quan trọng để sản xuất fructoza trong công nghiệp. Các hyđratcacbon làm cho các thân củ có xu hướng bị vụn nát và hòa tan khi nấu nướng, làm gia tăng khả năng gây chướng bụng đầy hơi. Củ để lâu bị nhăn nheo, mềm và có thể có vị đắng.

## Lịch sử
Cây cúc vu được thổ dân châu Mỹ trồng từ rất lâu trước khi người châu Âu tới. Nhà thám hiểm người Pháp là Samuel de Champlain đã tìm thấy cúc vu được trồng tại Cape Cod vào năm 1605.

## Trồng
Cúc vu khá dễ trồng với cách dễ nhất là để nó tự phát triển. Tuy nhiên, chất lượng củ bị suy giảm nếu như không nhổ cây non lên để trồng lại chúng vào các mảnh đất giàu chất dinh dưỡng. Nó là loài cây có sức sống khỏe nên chỉ cần một miếng củ nhỏ còn sót lại trong đất cũng đủ để phát triển thành cây mới, điều này làm cho nó trở thành một loại cỏ dại khó loại trừ tại các khu vực không mong muốn có nó.
Atisô Jerusalem nở hoa giữa tháng 8 và tháng 11. Tuy nhiên, là một loại cây ngắn ngày, nó chỉ nở hoa khi độ dài của ngày giảm xuống dưới một mức nhất định. Do đó, hoa không nở ở miền bắc nước Pháp cho đến tháng 10, tuy nhiên, ở Trung Âu sớm nhất là vào tháng 8.
Sự phát triển chính của củ xảy ra từ tháng 7 đến tháng 10, được thu hoạch từ tháng 11 đến tháng 3 / tháng 4 trước khi củ nảy mầm trở lại. Sau khi lá rụng (rụng), thân cây ngắn lại để dễ thu hoạch.
Cây có thể được trồng để làm thức ăn cho người, sản xuất rượu, sản xuất đường fructose và thức ăn cho thú chăn nuôi.

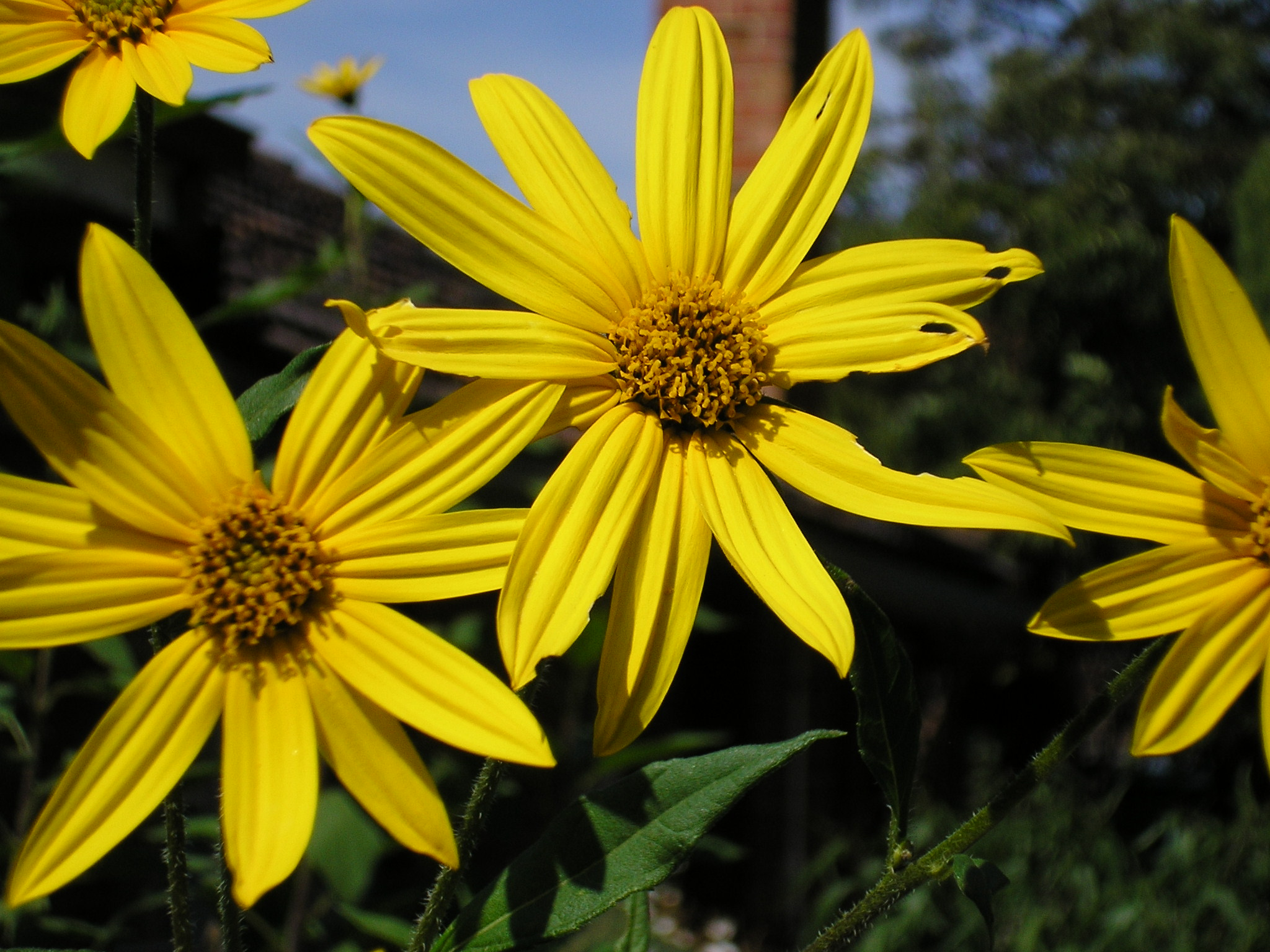
Hoa cúc vu
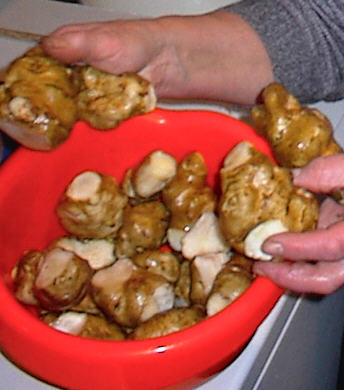
Củ cúc vu
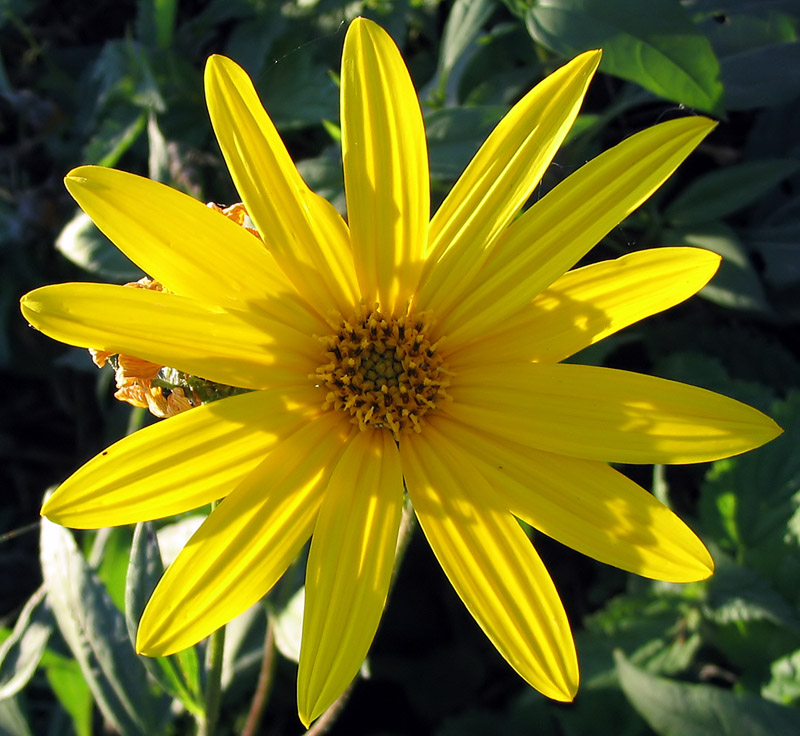
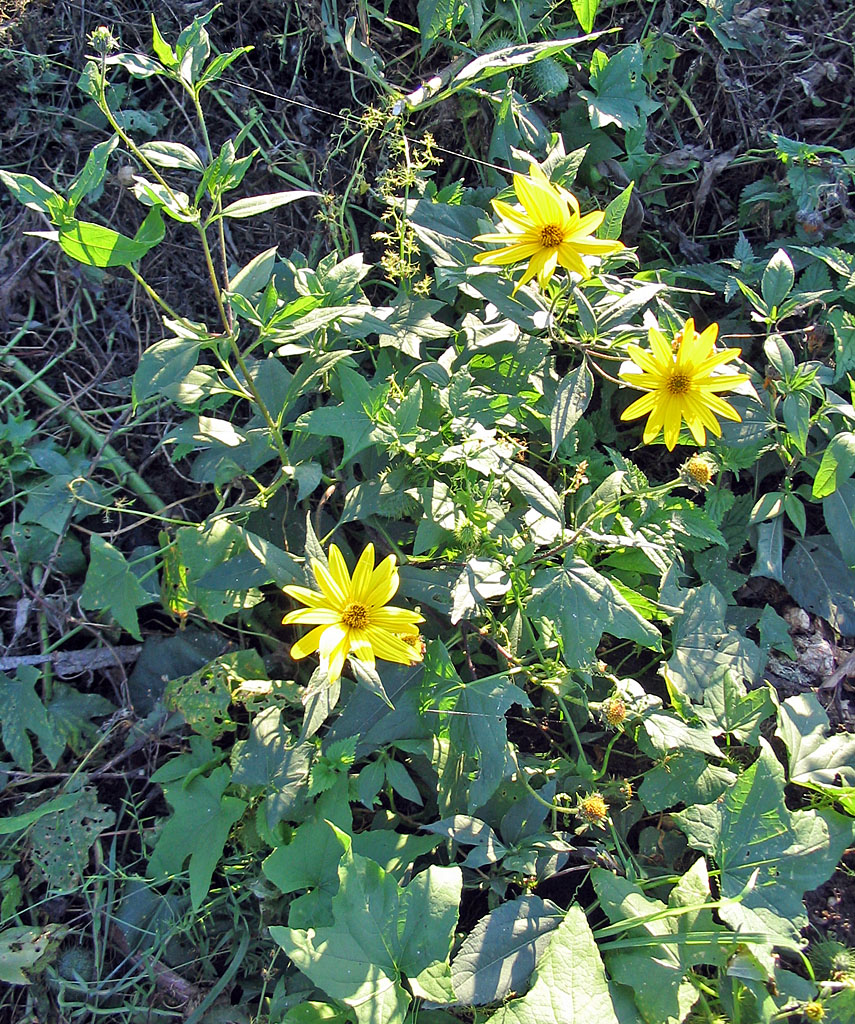